# ジャクリーヌ・オリオール
ジャクリーヌ・オリオール（Jacqueline Auriol, 旧名：Jacqueline Marie-Thérèse Suzanne Douet, 1917年11月5日 - 2000年2月12日）は、フランスの女性パイロット。ジャクリーン・コクランと女性の飛行記録を競いあった。
1938年ポール・オリオール（後にフランス大統領となるヴァンサン・オリオールの息子）と結婚した。30歳の時に飛行機のライセンスを取得、1950年には軍用パイロットの免許を取得した。
主な記録は以下である。
- 1951年5月11日 - ジェット戦闘機、デ・ハビランド バンパイアで508.8 mphで飛行し、コクランがP-51で立てた記録をこえた。
- 1953年8月3日 - ダッソー ミステールで音速を超えた2番目の女性パイロットとなった。
- 1955年5月31日 - ミステール IVでコクランの記録を更新
- 1962年6月22日 - ミラージュ IIICで最速の女性パイロットになる。